# Transformação (genética)

Nesta imagem, um gene de uma célula bacteriana é incorporado em outra célula bacteriana. Esse processo, da segunda célula bacteriana absorvendo novo material genético, é chamado de transformação

Em biologia molecular e genética, transformação é a alteração genética de uma célula resultante da absorção direta e incorporação de material genético exógeno de seu entorno através da membrana celular. Para que ocorra o processo, a bactéria receptora deve estar em um estado de competência natural, que pode ocorrer na natureza como uma resposta limitada no tempo às condições ambientais e também pode ser induzida em laboratório.
A transformação é um dos três processos que levam à transferência horizontal de genes, em que o material genético exógeno passa de uma bactéria para outra, sendo os outros dois a conjugação (transferência de material genético entre duas células bacterianas em contato direto) e a transdução (injeção de DNA exógeno por um vírus bacteriófago na bactéria hospedeira). Na transformação, o material genético passa pelo meio intermediário e a absorção é totalmente dependente da bactéria receptora.
Desde 2014, cerca de 80 espécies de bactérias são conhecidas por serem capazes de efetuar transformação, distribuídas equitativamente entre bactérias gram-positivas e gram-negativas.